# Нижнетагильский государственный цирк
Нижнетагильский государственный цирк — цирк города Нижнего Тагила, расположен на Первомайской улице на северном берегу Тагильского пруда в Ленинском районе города, в Центре города.

## Описание
Цирк Нижнего Тагила, как и большинство цирков мира, представляет собой большое куполообразное здание. Нижнетагильский цирк отличается большим широким куполом с декоративной «короной» на его вершине. Здание двухэтажное, имеет восьмигранную форму с длинной пристройкой для служебного пользования (содержания животных, отдыха людей и работы администрации). Парадный вход находится в главной части здания и выходит к площади перед цирком.

## История
Впервые цирк в Нижнем Тагиле появился летом 1885 года, когда в городе давал представления семейный цирк-шапито М. Труцци. По-видимому, он был монополистом, поскольку другие цирковые труппы начинают упоминаться только в начале XX века, когда в городе работали временные цирки и цирки-шапито антрепренёров Ф. Изако, М. Боровского, Э. Строкая, В. Комухина.
Стационарный цирк появился только спустя несколько десятилетий, когда в 1931 году в Нижнем Тагиле было возведено каркасно-насыпное утеплённое здание цирка. Строительство цирка вёл Б. Муратов, который ещё много лет был его первым директором. Помещение цирка было тёплым, что позволяло давать представления и зимой. Насыпной цирк действовал вплоть до 1953 года.
6 апреля 1975 года было построено новое капитальное здание. Новое здание было спроектировано архитекторами И. Шадриным, Л. Сегалом, Д. Леонтьевым и было рассчитано на 2 тысячи зрителей. В нём цирк работает вплоть до настоящего времени. Директорами цирка работали Ф. Лейцингер (1975—1978), Э. Эриц-Пухов (1978—1984), Н. Башкиров (с 1984 года). В цирке демонстрируются не только выступления цирковые коллективы, но и шоу звёзд эстрады. При цирке действует гостиница для артистов.
23 сентября 2017 года цирк после капитального ремонта вновь открыл свои двери для зрителей программой «Здравствуй, цирк!».

## Галерея

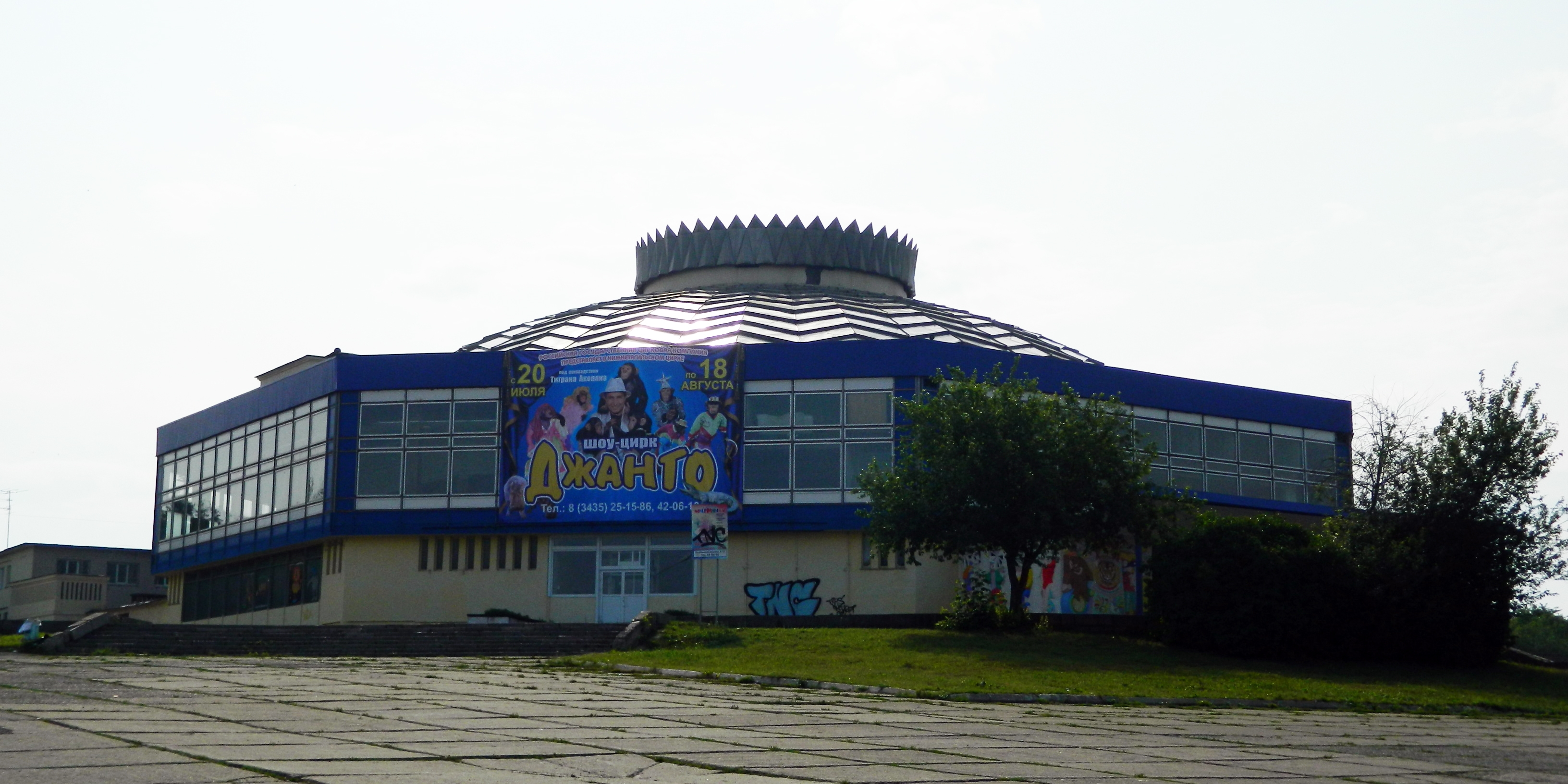
Цирк в 2013 году
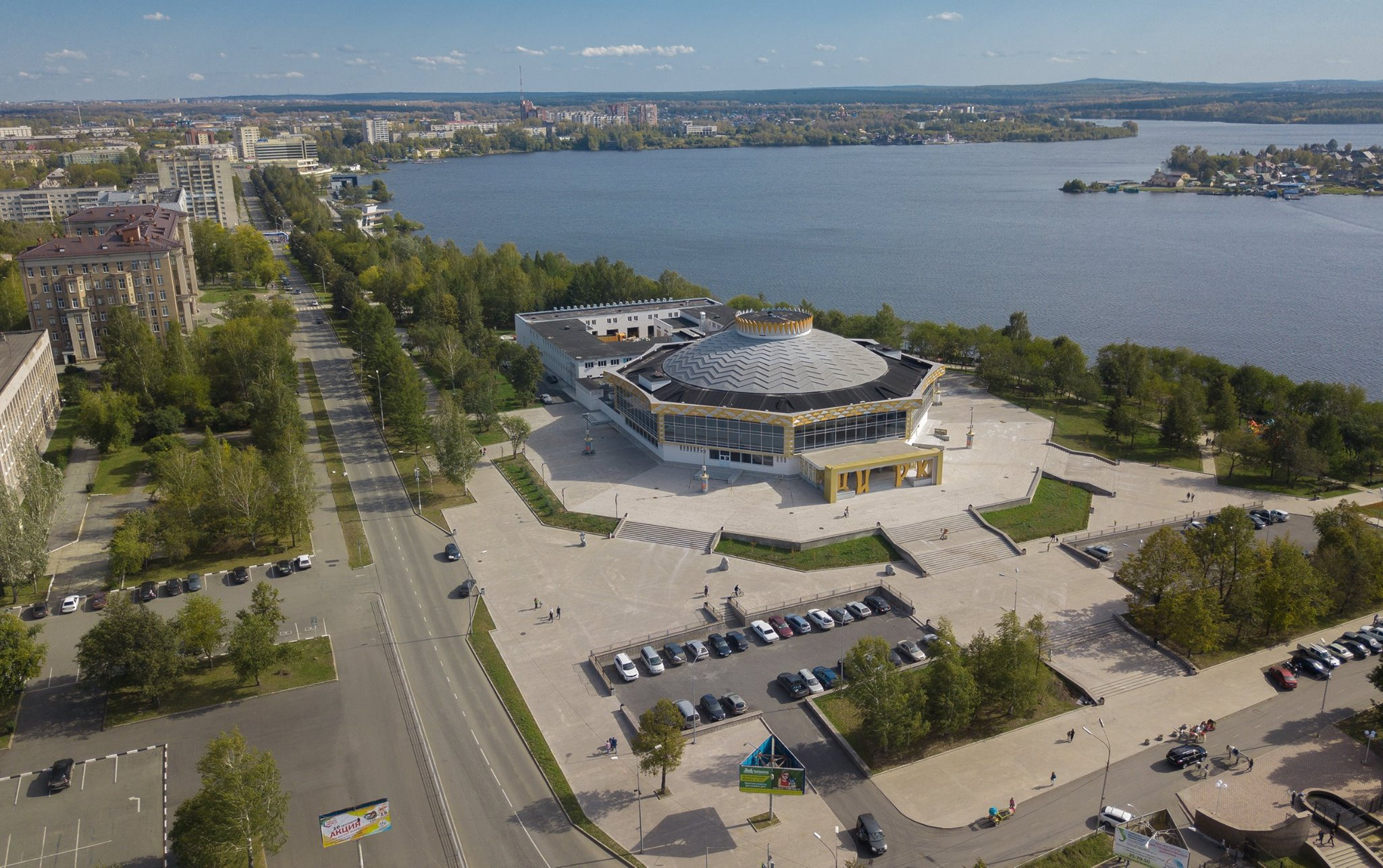
Вид с высоты
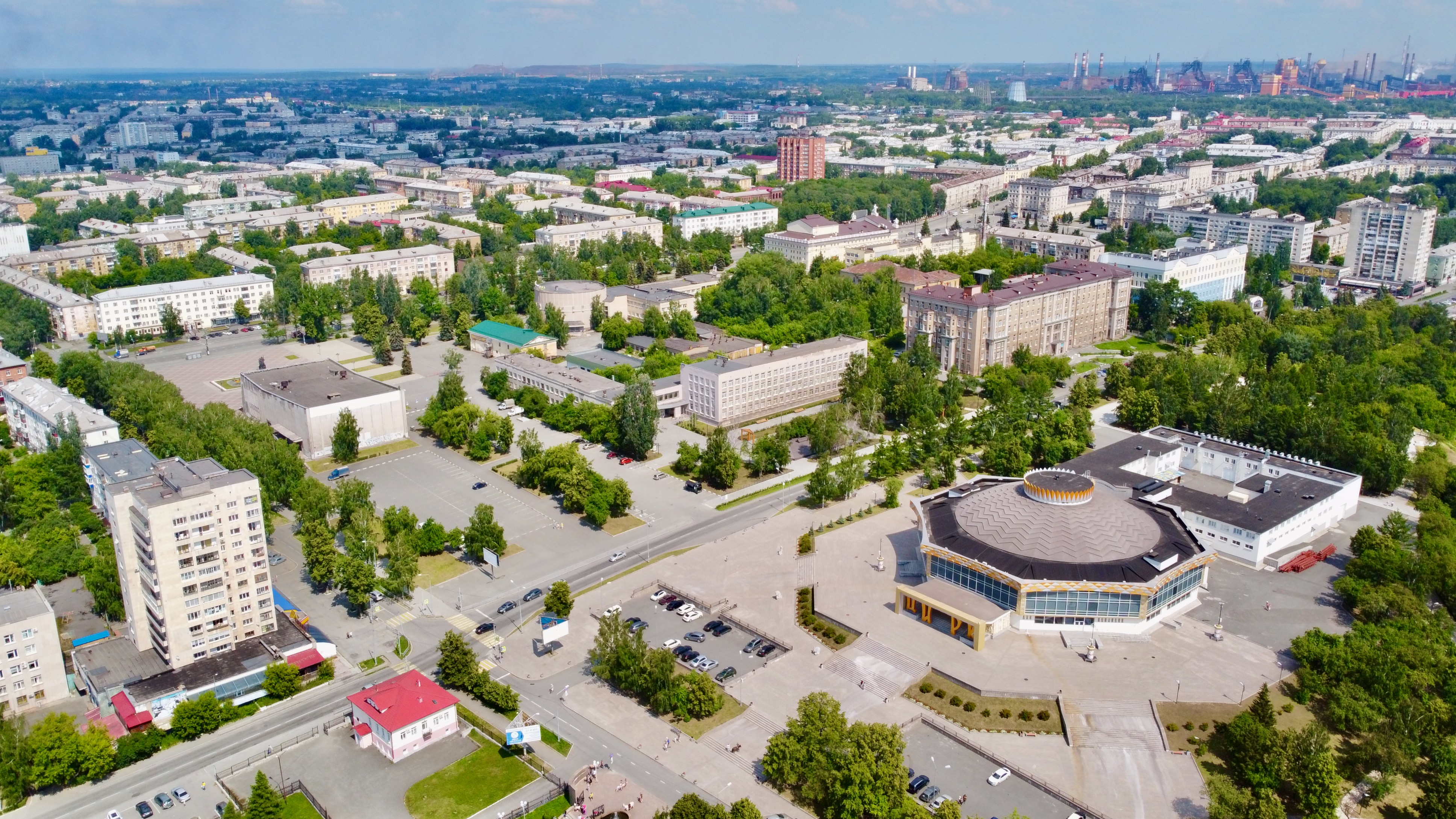
Вид с высоты